# Emilie Wedekind-Kammerer

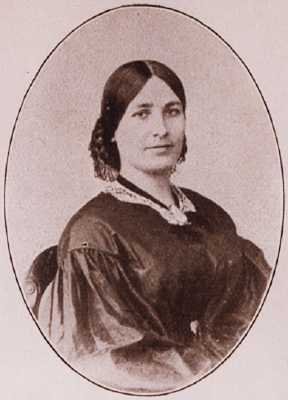
Emilie Wedekind

Emilie Wedekind-Kammerer (* 8. Mai 1840 als Emilie Friederike Kammerer in Riesbach bei Zürich; † 25. März 1916 in Lenzburg) war eine deutsche Schauspielerin und Sängerin. Sie war die Mutter des Arztes Armin (Francis) Wedekind (1863–1934), des Schriftstellers, Dramatikers und Schauspielers Benjamin Franklin Wedekind (1864–1918), des Farmers William Lincoln Wedekind (1866–1935), der Sopranistin Frieda Marianne Erica Wedekind (1868–1944), des Schriftstellers Donald Lenzelin Wedekind (1871–1908) und der Lehrerin Emilie Richewza Wedekind (1876–1969). Ihre 2003 von Friederike Becker herausgegebenen biografischen Aufzeichnungen Für meine Kinder. Jugenderinnerungen sind neben dem 2020 von Stephen Parker herausgegebenen Kalifornischen Tagebuch und dem bislang unveröffentlichten Californischen Geschäfts-Buch, 1849–1864 ihres Gatten Friedrich Wilhelm Wedekind eine wichtige Quelle für die Forschung zu Werk und Person des Dramatikers Frank Wedekind.

## Leben
Emilie Kammerer war die zweite Tochter des württembergischen Fabrikanten und Republikaners Friedrich Kammerer (1796–1857), des Erfinders der Streichhölzer, und dessen Ehefrau Karoline Friedrike Keck (1807–1846). Sie wuchs in Zürich auf, dem Fluchtpunkt zahlreicher politischer Emigranten nach den in Europa gescheiterten Revolutionen vor und nach 1848. Dort hatte sich ihr Vater mit seiner ersten Streichholzfabrik niedergelassen. Emilie besuchte die Gemeindeschule in Riesbach, anschließend die Landtöchterschule in Niederdorf und die von Karl Friedrich Fröbel gegründete deutsche Schule. 1852 verbrachte sie ein knappes Jahr in einem Mädchenpensionat in Zürich-Enge, bis sie 1853 in ihr Elternhaus zurückkehrte, um während der Krankheit ihres Vaters zeitweise den Haushalt zu übernehmen.
Emilie begleitete ihre ältere Schwester Sophie bereits 1853, im Alter von nur 13 Jahren, bei deren Auftritten als Opernsängerin in Wien, Nizza und Mailand. Sophie war eine ausgebildete Opernsängerin und trat erfolgreich auf. Im Sommer 1857 reiste Emilie zu ihrer Schwester nach Valparaíso (Chile), wohin diese mit ihrem Ehemann Théodore Amic-Gazan, einem Sohn eines französischen Adligen, ausgewandert war. Zu dieser Reise war Emilie von ihrer Familie aufgefordert worden. Da die Schwester aufgrund der Spielsucht ihres Ehemannes in unglücklichen Verhältnissen lebte, begannen die beiden Frauen selbstständig durch Konzerte, vor allem in Varietés, Geld zu verdienen. 1858 verlobte sich Emilie mit dem Hamburger Kaufmann Fritz Gerdzten. Ab Mai 1858 reiste sie mit ihrer Schwester Sophie per Schiff die südamerikanische Küste nordwärts mit dem Ziel San Francisco, Kalifornien. Dabei traten sie von Stadt zu Stadt auf. Auf dieser Reise starb Sophie am 23. Dezember 1858 an Gelbfieber und wurde auf See bestattet. Emilie musste nun zusammen mit ihrem Schwager für die dreijährige Tochter Léonie ihrer Schwester sorgen. Sie kam am Silvesterabend 1858 in San Francisco an, damals eine Goldgräberstadt. Dort arbeitete sie in den folgenden Jahren als Schauspielerin und Sängerin.
Am 4. Juni 1859 heiratete sie in San Francisco den Gastwirt, Sänger und Hilfsdirigenten Johannes (Hans) Schwegerle (1817–1891). Die Ehe wurde am 3. Januar 1863 rechtskräftig geschieden. Zuvor hatte sie seit Frühjahr 1861 ein außereheliches Verhältnis mit dem Arzt und Apotheker Wilhelm Wedekind (1816–1888), der u. a. als Gründungspräsident des Deutschen Vereins eine "der tragenden Säule[n] der deutschen Kolonie" in San Francisco war. Wedekind war ein linksliberaler Kondeputierter im Parlament der Frankfurter Paulskirche gewesen und nach dem Scheitern der Deutschen Revolution 1848/1849 (sogenannter Forty-Eighter) nach Amerika ausgewandert. Dort hatte er mit Grundstücksspekulationen während des kalifornischen Goldrauschs ein bedeutendes Vermögen erlangt. Im März 1862 wurde Emilie Schwegerle von Wedekind schwanger, was mit dazu beitrug – im Juni war ihr Eigentum aufgrund von Schulden ihres Ehemannes beschlagnahmt worden -, dass sie am 27. Juni 1862 einen Scheidungsantrag stellte. Dieser nach zeitgenössischen Maßstäben ungeheuerliche Schritt beendete auf der Stelle ihre Karriere als Sängerin. Am 29. Januar 1863 kam Emilies und Wilhelms erstes Kind Armin zur Welt, einen Monat später, am 28. März, heirateten die beiden. Im Frühling 1864 kehrten sie nach Europa zurück. Sie lebten zunächst in Hannover, der Heimat Friedrich Wilhelm Wedekinds, bevor sie sich 1872 im Schweizer Kanton Aargau niederließen. Die Ehe von Emilie und Wilhelm Wedekind verlief für beide Teile äußerst unbefriedigend. Sie belastete ihre Kinder schwer und wurde von diesen "als Spektakel voller Zurecht- und Schuldzuweisungen" erlebt.
Emilie Kammerer-Wedekind organisierte auf Schloss Lenzburg, das ihr Mann gekauft hatte, regelmäßig Gesellschaften mit Musik und Gesang. Sie war eine lebhafte und ständig tätige Person, die ihre Kinder auch zu konsequenter körperlicher Arbeit bewegen wollte. Der Vater sah das als Aufgabe der Mägde an. Die Kinder suchten sich also aus, wem sie in der jeweiligen Situation gehorchten. Tatsächlich galten die Erziehungsmethoden der Eltern bei den Lenzburger Bürgern als „sehr amerikanisch“. Die Entfaltung der persönlichen Freiheit war oberstes Prinzip. Selbst bei Tische gab es andere Sitten: Während andere Kinder schweigen mussten, durften die Wedekinds bei Tisch mitreden. Diese Freiheit war jedoch mehr ein Verdienst der Mutter, da der Vater nur selten anwesend war.
Über ihre Jugendzeit bis zu ihrer Verheiratung führte Wedekind-Kammerer ein Tagebuch. Ihre biografischen Aufzeichnungen schloss sie 1914 unter dem Titel Für meine Kinder. Jugenderinnerungen ab. Nach Angaben des Wedekind-Biografen Artur Kutscher hatte Frank Wedekind seine Mutter gedrängt, ihre Jugenderinnerungen für ihre Kinder aufzuschreiben. Als der nach Südafrika ausgewanderte Sohn William diese 1924 zu lesen bekam, schrieb er an seinen Bruder über seine Mutter harsch: "Solche Leute können in unserem Zeitalter gar nicht mehr mit sollten überhaupt unter Vormundschaft gestellt werden." Sie wurden in der Handschriftensammlung der Münchner Stadtbibliothek archiviert und dienten als wichtige Quelle für die wissenschaftliche Forschung zu Werk und Person Frank Wedekinds sowie auch für das biografische Standardwerk über den Dramatiker von Anatol Regnier. Hinsichtlich der "Entwicklung der Liebesbeziehung" zwischen Emilie und Wilhelm Wedekind in San Francisco laufen sie allerdings "in wesentlichen Aspekten" dem Kalifornischen Tagebuch Wilhelm Wedekinds zuwider.

## Veröffentlichungen
- Für meine Kinder – Jugenderinnerungen (= Wedekind-Lektüren – Schriften der Frank Wedekind-Gesellschaft Band 3), herausgegeben von Friederike Becker, Verlag Königshausen & Neumann, Würzburg 2003, ISBN 978-3-8260-2683-6 (Teildigitalisat)